# Titus Clodius Pupienus Pulcher Maximus
Titus Clodius Pupienus Pulcher Maximus (fl. 224-226) était un homme politique de l'Empire romain.

## Biographie
Fils de Marcus Clodius Pupienus Maximus et de sa femme et deuxième cousine Sextia Cethegilla.
Il était consul suffect en 224 et en 226.
Il s'est marié avec Tineia, fille de Quintus Tineius Sacerdos et de sa femme Volusia Laodice. Ils ont eu pour fils Lucius Clodius Tineius Pupienus Bassus.